# Mary Chamberlain
Mary Chamberlain (Londres, 3 de setembro de 1947) é um escritora e historiadora inglesa. Ela escreveu o best-seller internacional: The Dressmaker of Dachau (A Costureira de Dachau), um livro de ficção histórica. Ela foi publicada em 18 países.

## Biografia
Mary Chamberlain nasceu no sul de Londres em 1947 e possui diplomas da Universidade de Edimburgo, da London School of Economics pertencente a Universidade de Londres, bem como um título de doutora em letras honorário da Universidade da Ânglia Oriental. Ela morou no Reino Unido e no Caribe, é professora emérita de história do caribe e ex-pesquisadora sênior em escrita criativa na Oxford Brookes University, membra da Royal Historical Society, e foi membra de uma série de organizações acadêmicas, editoriais e conselhos consultivos governamentais.
Ela se formou no aclamado programa de mestrado em redação criativa da Royal Holloway, Universidade de Londres, e agora mora em Londres com o marido, o cientista político Stein Ringen.
Ela foi casada anteriormente com Carey Harrison.

### Ativismo
Mary Chamberlain foi uma dos "Recrutas de Londres", um grupo de jovens recrutados pelo Congresso Nacional Africano (CNA) nas décadas de 1960 e 1970 para contrabandear literatura do CNA e do Partido Comunista Sul-Africano para a África do Sul depois que o CNA foi dizimado pelos julgamentos de Rivonia em 1963/4.

## Carreira
Ela é autora de muitos livros de não-ficção sobre a história das mulheres e do Caribe, bem como de artigos e coleções editadas. Ela já contribuiu para vários programas históricos de rádio e TV.

### The Dressmaker of Dachau
O livro conta a história de uma costureira inglesa que é escravizada pelos nazistas. O livro foi publicado em 2015 e foi best-seller na Itália, França e Brasil.